# Teofilo di Alessandria
Teofilo di Alessandria (Egitto, ... – 15 ottobre 412) fu il quattordicesimo Papa della Chiesa copta (massima carica del Patriarcato di Alessandria d'Egitto) dal 385 alla sua morte. È venerato come santo dalla Chiesa ortodossa copta e dalla Chiesa ortodossa siriaca.

## Biografia
Aderente al credo niceno, Teofilo divenne patriarca nel momento del conflitto tra i cristiani e la società ancora pagana di Alessandria. Nel 391 distrusse vari templi pagani, tra cui il Mitreo e il tempio di Dioniso, macchiandosi di crimini orrendi ed efferati. Egli e i suoi seguaci sfilarono per le strade della città con gli oggetti sacri prelevati nei templi, compiendo atti di dileggio e provocando l'ira dei pagani, che aggredirono i cristiani. La reazione della fazione cristiana costrinse i pagani a rinchiudersi nel Serapeo. L'imperatore Teodosio inviò una lettera a Teofilo, in cui gli chiedeva di concedere il perdono ai pagani che avevano aggredito i cristiani. In risposta Teofilo fece abbattere il tempio del Serapeo. 
La distruzione del Serapeo è stata vista da molti autori sia antichi che moderni come rappresentativa del trionfo del cristianesimo sulle altre religioni; quando i cristiani linciarono Ipazia, essi acclamarono il successore di Teofilo, Cirillo (suo nipote), come un "nuovo Teofilo" per cui distruggere gli ultimi idoli della città, a dimostrazione della famigerata crudeltà di Teofilo.
Teofilo fu dapprima un seguace delle idee di Origene e appoggiò i monaci origenisti del deserto di Nitria in opposizione agli antropomorfisti; tra i monaci origenisti che inizialmente godettero del suo favore erano anche i "fratelli lunghi" (così chiamati a motivo della loro altezza): Dioscoro, che Teofilo stesso consacrò vescovo di Ermopoli, Ammone, Eusebio ed Eutimio, che Teofilo ordinò presbiteri e incaricò di amministrare insieme a lui la chiesa di Alessandria. Tuttavia a partire dal 399 Teofilo divenne avversario dell'origenismo e nel 401 convocò un sinodo ad Alessandria che lo condannò; fece quindi perseguitare i monaci origenisti del deserto, tra cui i "fratelli lunghi", che scapparono dall'Egitto. Quando seppe che i quattro fratelli si erano rifugiati a Costantinopoli presso il vescovo Giovanni Crisostomo, Teofilo iniziò a macchinare anche contro Giovanni, che egli stesso aveva consacrato nel 398. L'imperatore Arcadio convocò a Costantinopoli un sinodo nel quale Teofilo era chiamato a discolparsi dalle accuse mossegli dagli origenisti, ma riuscì a coalizzare i vescovi nemici di Giovanni e in un successivo sinodo del 403, noto come sinodo della Quercia (tenutosi nei pressi di Calcedonia), riuscì a deporre Giovanni e lo costrinse all'esilio. Giovanni si rivolse al vescovo di Roma, Innocenzo I, che scomunicò Teofilo.

## Opere
Della produzione letteraria di Teofilo, che dovette essere molto ampia, rimangono:
- Canone pasquale
- Epistole a vescovi, a Girolamo e all'imperatore Teodosio
- Lettere pasquali
- Omelie sulla crocifissione, sulla penitenza, in mysticam coenam
- un'opera contro Giovanni Crisostomo
- un'opera contro Origene[9]

Sotto il nome di Teofilo sono stati tramandati alcuni apoftegmi e varie opere apocrife, tra cui la Visione di Teofilo che parla della fuga in Egitto della Sacra Famiglia, un sermone che tratta della vita di Maria e il trattato Sulla visione di Isaia.

## Successione apostolica
La successione apostolica è:
- Arcivescovo Giovanni Crisostomo (398)
- Vescovo Dioscuro (399)
- Arcivescovo Arsazio di Tarso (404)
- Arcivescovo Sinesio di Tolemaide (410)